# Control de contaminación
El control de contaminación es el término genérico para todas aquellas actividades que apuntan a controlar la existencia, crecimiento y proliferación de contaminación en ciertas áreas. El control de contaminación puede referir a la atmósfera, superficies, materia, microbios y a la prevención de contaminación, así como a la descontaminación.

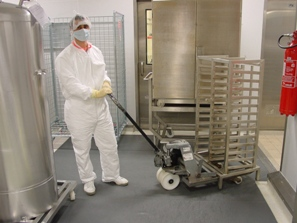
Pisos en un área de manejo de materiales en la compañía farmacéutica Lille, Francia

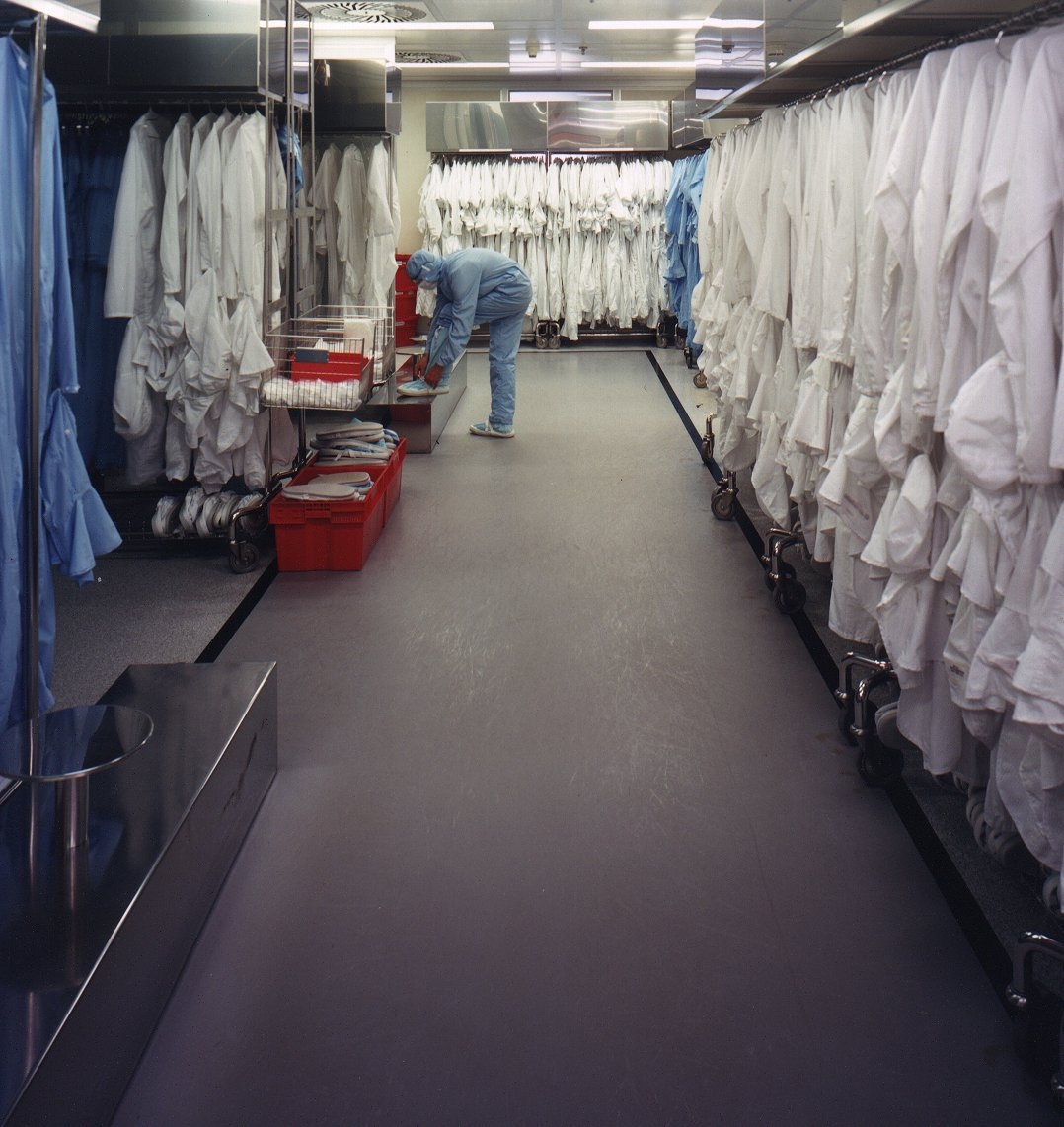
Área de batas en Alcatel, Londres, R. U.

## Función
La meta de todas las actividades de control de contaminación es asegurar permanentemente un suficiente nivel de pulcritud en ambientes controlados. Esto se logra manteniendo, reduciendo o erradicando la contaminación con propósitos sanitarios o para mantener una tasa de producción eficiente.

## Uso
Uno de los entornos más comunes que incorporan el control de contaminación en sus protocolos estándares son los salas blancas. En estos entornos hay muchos procedimientos preventivos que incluyen que el personal de la sala cumple con estrictas regulaciones de vestimenta y generalmente existe una sala "de batas" donde el personal puede vestirse bajo condiciones estériles para prevenir que partículas en suspensión del exterior ingresen en la sala. Ciertas áreas de estas salas blancas tienen medidas más restrictivas que otras: las áreas de embalaje, corredores, salas de batas y escotillas de transferencia incorporan estrictas medidas de control de contaminación para mantener los estándares de la sala blanca.
El control de contaminación también es un activo importante para los laboratorios industriales en los sectores farmacéuticos y ciencias de la vida. Otros lugares de uso incluyen talleres de pintura de automóviles, entradas a a cocinas industriales y proveedores de servicios alimenticios, muchas áreas de manufactura y áreas de ensamblado de componentes electrónicos.
Más recientemente, el control de contaminación efectivo ha sido una preocupación para laboratorios y otros ambientes sensibles como medida de gestión de crisis de bioseguridad. Algunos bancos y compañías de seguro usan productos de control de contaminación como parte de sus protocolos de gestión de desastres. Estas medidas preventivas son vistas como la preparación para el combate de potenciales pandemias o la proliferación de riesgo biológico en cualquier potencial ataque terrorista.

## Tipos de contaminación
Además de partículas en suspensión tales como iones y moléculas, los tipos de contaminación más comunes son:
- Personas: cabellos, partículas de fibra de cuerpos y ropas. También una higiene pobre conduce a la deposición de microorganismo.
- Entorno: partículas de polvo, aire contaminado, superficies de trabajo, gases, techos corredizos, paredes y pisos.
- Materiales: Microorganismos, partículas, fibras y polvo en los embalajes.
- Equipamiento: virutas de partes móviles de correas de transmisión
- Edificio: descamación de pinturas, tuberías oxidadas, superficies pobremente mantenidas.
- Agua: Microorganismos que crecen en el agua. Equipos o derrames incorrectamente limpiados, humedad.

Muchos tipos de organismos son potencialmente perjudiciales a los procesos de un entorno crítico. Siete de los contaminantes más comunes son:
- Aspergillus niger
- Burkholderia cepacia
- Clostridioides difficile
- Escherichia coli
- Staphylococcus aureus resistente a la meticilina
- Pseudomonas aeruginosa
- Salmonella paratyphi.

Estos contaminantes y muchos más pueden infiltrarse en áreas crítitcas de diferentes maneras. Por ejemplo, las partículas en suspensión pueden entrar en el aire o en los pies de cualquier transportista entre el ambiente externo y el interior del área críticas.

## Los efectos de la contaminación
La contaminación implica un riesgo significativo tanto para los procesos técnicos, experimentos o actividades de producción como para los individuos involucrados. La proliferación de contaminación sin vigilancia puede llevar rápidamente al daño de productos, reducción del rendimiento, retirada de productos y otros resultados altamente perjudiciales para el negocio. En muchas industrias hay productos que se retiran debido a sistemas de control de contaminación no efectivos.
Basado en esta evidencia uno podría decir que muchos negocios no están adecuadamente protegidos de los efectos dañinos de la contaminación y muchos productos en muchas industrias están siendo retirados del mercado debido a procesos de manufactura no segura.

## Tipos de control de contaminación
El movimiento de cuerpos causa contaminación. Ropas protectoras como sombreros, trajes de sala blanca  y mascarillas son artículos de control de contaminación básicos. Además de las personas, otra forma común de entrada de contaminación es en las ruedas de los carros usados para transportar equipos. 
Para prevenir contaminación aérea se usan filtros de partículas áreas altamente efectivos (HEPA), bolsas de aire y trajes de sala blanca. Los sistemas de filtrado HEPA usados en el sector médico incorporan unidades de luz ultravioleta de alta energía para matar virus y bacterias vivas atrapadas en el filtro. Estas medidas restringen el número e inhiben el crecimiento de las partículas en suspensión en la atmósfera.

### Tapetes adhesivos
Estudios de 3M muestran que más del 80% de la contaminación ingresa a salas blancas a través de las entradas y salidas, principalmente a un nivel cercano al suelo. Para combatir este problema, se utilizan sistemas de pavimentado atraen, retienen e inhiben eficazmente el crecimiento de organismos. Hay estudios que muestran que el tipo de pavimentado más efectivo está compuesto de polímeros.
Los tapetes de polímeros son particularmente efectivos debido a su flexibilidad, ya que permiten más contacto con las serraciones en los calzados y en las ruedas y pueden acomodar más partículas mientras siguen siendo efectivos. El uso de potencial eléctrico aumenta la efectividad de este tipo de control de contaminación ya que permite que las partículas sean retenidas hasta que el piso se limpie. Este método de atracción y retención de partículas es más efectivo que los tapates con un recubrimiento adhesivo activo que necesita ser pelado y a menos no es tan flexible. Siempre que el nivel de adherencia de la esterilla sea mayor que el del donante (como un pie o una rueda), se eliminará la contaminación que toque la superficie. Las superficies muy adherentes representan una amenaza de contaminación porque son proclives a quitarse la protección de la cubierta.